# Coleophora heinrichella
Coleophora heinrichella is een vlinder uit de familie van de kokermotten (Coleophoridae). De wetenschappelijke naam van de soort is voor het eerst geldig gepubliceerd in 1933 door McDunnough.